# Рогозянский, Виктор Дмитриевич
Виктор Дмитриевич Рогозянский (15 сентября 1913, Харьков — 1980, Харьков) — советский футболист, полузащитник. Мастер спорта СССР.
Бо́льшую часть карьеры провёл в клубах Харькова «Динамо» (1935—1936 (в), 1937, 1940), «Серп и Молот» / «Сельмаш» Харьков (1936 (о), 1938—1939), «Спартак» Харьков (1941), «Локомотив» Харьков (1945, 1946—1951). В 1944 году играл за «Авиаучилище» Москва, в 1946—1947 годах — за «Динамо» Киев.
В чемпионате СССР в 1938, 1941, 1946—1947, 1949—1950 годах сыграл 84 матча (из них 9 аннулированных в 1941 году), забил один гол.
Участник Великой Отечественной войны. Награждён медалями «За боевые заслуги» и «За победу над Германией в Великой Отечественной войне 1941–1945 гг.».